# Coelogynopora coniuncta
Coelogynopora coniuncta är en plattmaskart som beskrevs av Tajika 1978. Coelogynopora coniuncta ingår i släktet Coelogynopora och familjen Coelogynoporidae. Inga underarter finns listade i Catalogue of Life.